# Милољуб Остојић
Милољуб Остојић (Горње Горачиће, 1. фебруар 1950) је српски фудбалски тренер.

## Каријера
Остојић је био тренер Хајдука са Лиона, Звездаре, Динама из Панчева, а био је и тренер Обилића у сезони 1998/1999. Почетком сезоне 1999/2000 био је тренер Црвене звезде, веома кратко, а смењен је 24. септембра 1999. године због лоших резултата. Након тога Остојић је био тренер Земуна, у три наврата, Хајдука из Куле двапут, Железника, Младог радника и Чукаричког у два наврата.
У периоду од 7. септембра 2016—24. јула 2017. године био је спортски директор Будућности из Подгорице.